# 阮椐
阮椐（越南语：／；1899年—？年），越南阮朝官員。

## 生平
阮椐是廣平省廣寧府麗水縣水蓮總扶正社（今属广平省丽水县兴水社）人，成泰十一年（1899年）出生，曾祖父是河寧阮登楷，祖父是布政使阮登洐，父親是舉人阮榘。
啟定三年（1918年），阮椐參加承天場鄉試，考中舉人。啟定四年（1919年），會試中格，庭試考中副榜。後任機密院承派。